# オットー・ホフマン

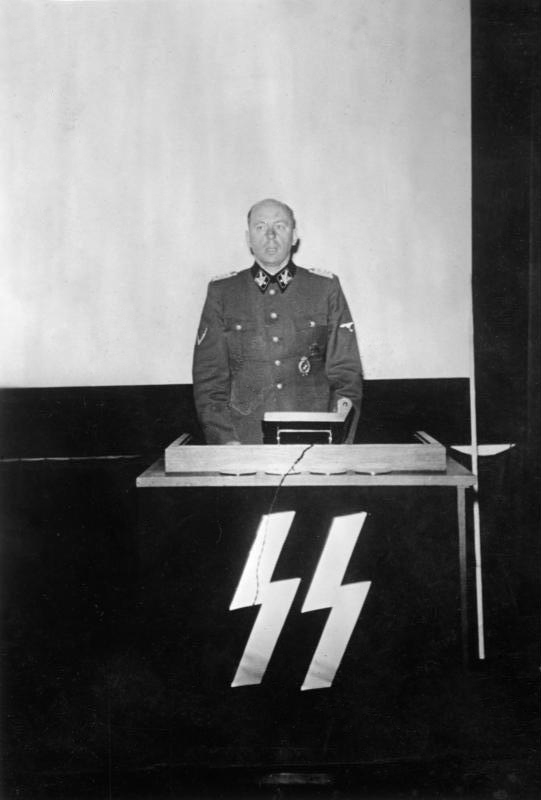
オットー・ホフマン

オットー・ホフマン（Otto Hofmann、1896年3月16日 - 1982年12月31日）は、ナチス・ドイツ親衛隊（SS）の将軍。親衛隊人種及び移住本部（RuSHA）本部長。ヴァンゼー会議出席者。最終階級は親衛隊大将（SS-Gruppenführer）および武装親衛隊大将（General der Waffen-SS）および警察大将（General der Polizei）。

## 略歴
オーストリア・ハンガリー帝国のインスブルック出身。第一次世界大戦中の1914年8月にバイエルン王国陸軍の砲兵隊に入隊し、西部戦線・東部戦線両方に従軍した。1917年3月には中尉に昇進するとともにパイロットに転身した。1917年6月にルーマニアで負傷した。一時ロシア軍の捕虜となったが、脱走に成功している。第一次世界大戦中に一級鉄十字章及び二級鉄十字章を受章した。
第一次世界大戦敗戦後の1919年に義勇軍（フライコール）に参加。戦後はワイン商をして生計を立てた。1929年に国家社会主義ドイツ労働者党（ナチス党）に入党。1931年12月17日に親衛隊（SS）に入隊。1932年から1934年にかけて親衛隊の行政区画を転々とした（第9親衛隊地区（SS-Abschnitt IX）、親衛隊集団「南方」（SS-Gruppe "Süd"）、親衛隊集団「北西」（SS-Gruppe "Nordwest"））。1934年から1935年にかけては第21SS連隊や第28SS連隊の司令官となり、1935年5月から1937年1月にかけて第15親衛隊地区（SS-Abschnitt XV）の司令官となる。
1937年1月から親衛隊人種及び移住本部（RuSHA）に勤務。親衛隊上級地区「西方」（SS-Oberabschnitt "West"）に人種専門家の将校として勤務した。1939年2月にRuSHAに戻り、人種審査部門の部長となる。さらに1939年8月から系図部門の部長となる。1940年7月、親衛隊少将の時にギュンター・パンケに代わってRuSHAの本部長に就任。1943年4月20日まで在職した。この間の1942年1月にはラインハルト・ハイドリヒの主宰したヴァンゼー会議に出席している。
退任後の1943年4月から敗戦までにかけて親衛隊上級地区「南西」（SS-Oberabschnitt "Südwest"）司令官や「南西」親衛隊及び警察高級指導者（Höhere SS und Polizeiführer "Südwest"）に就任した。1943年6月に親衛隊大将（SS-Obergruppenführer）に昇進。
戦後、ニュルンベルク継続裁判の1つ「RuSHA裁判」にかけられ、懲役25年の刑を受けた。しかし1954年には釈放された。1982年にバート・メルゲントハイムで死去した。

## キャリア

### 階級
- 1931年12月17日、親衛隊少尉（SS-Sturmführer）
- 1933年1月30日、親衛隊少佐（SS-Sturmbannführer）
- 1934年1月15日、親衛隊中佐（SS-Obersturmbannführer）
- 1934年4月20日、親衛隊大佐（SS-Standartenführer）
- 1935年9月15日、親衛隊上級大佐（SS-Oberführer）
- 1939年9月10日、親衛隊少将（SS-Brigadeführer）
- 1941年4月20日、親衛隊中将（SS-Gruppenführer）
- 1942年6月27日、武装親衛隊中将（Generalleutnant der Waffen-SS）
- 1943年6月21日、親衛隊大将（SS-Obergruppenführer）及び警察大将（General der Polizei）
- 1944年7月1日、武装親衛隊大将（General der Waffen-SS）

### 受章
- 二級鉄十字章(1914年版)（Eisernes Kreuz(1914) II.Klasse）
- 一級鉄十字章(1914年版)（Eisernes Kreuz(1914) I. Klasse）
- 名誉十字章前線戦士章（Ehrenkreuz für Frontkämpfer）
- 黄金ナチ党員バッジ（Goldenes Parteiabzeichen der NSDAP）
- 親衛隊勤続章（SS-Dienstauszeichnung）
- ナチ党勤続章銀章及び銅章（Dienstauszeichnung der NSDAP in Silber und Bronze）
- 一級及び二級剣付き戦功十字章(1939年版)（Kriegsverdienstkreuz (1939) II. und I. Klasse mit Schwertern
- 親衛隊全国指導者名誉長剣（Ehrendegen des RFSS）
- 親衛隊名誉リング（SS-Ehrenring）